# Монтелупо-Фьорентіно
Монтелупо-Фьорентіно (італ. Montelupo Fiorentino) — муніципалітет в Італії, у регіоні Тоскана,  метрополійне місто Флоренція.
Монтелупо-Фьорентіно розташоване на відстані близько 240 км на північний захід від Рима, 20 км на захід від Флоренції.
Населення — 14 045 осіб (2014).
Щорічний фестиваль відбувається 27 грудня. Покровитель — San Giovanni.

## Демографія
Населення за роками:

Станом на 1 січня 2023 року в муніципалітеті офіційно проживало 1119 іноземців з 67 країн, серед них 400 громадян країн Євросоюзу та 34 громадяни України.

## Сусідні муніципалітети
- Капрая-е-Ліміте
- Карміньяно
- Емполі
- Ластра-а-Сінья
- Монтеспертолі